# Alphonse Karr
Jean Baptiste Alphonse Karr (París, 24 de novembre de 1808 — Saint-Raphaël, 29 de setembre de 1890) fou un novel·lista i periodista francès, oncle de l'escriptora feminista Carme Karr.

## Biografia
Debutà com a escriptor amb la seva novel·la més coneguda, Sous les tilleuls, que li permeté entrar a treballar per Le Figaro. El 1836, col·laborà amb La Chronique de Paris, fundada per Honoré de Balzac, però només per sis mesos, pel que fou un joiós intermedi. La seva novel·la Histoire de Romain d'Étretat li permeté conèixer Étretat, on anava tot sovint. De 1839 a 1849, publicà una revista satírica: Les Guêpes (Les vespes). Tot seguit fundà Le Journal per donar suport al general Louis Eugène Cavaignac.
Opositor a Napoleó III, es retirà a la Costa Blava després del cop d'estat de 1851. El 1854 a Niça, mentre continuava escrivint, va llogar una propietat agrícola en el barri de Saint Etienne, on esdevingué horticultor. I amb molt d'èxit, al número 8 de la plaça del Jardin Albert 1er, obrí una botiga de venda de rams de flors, de fruites i llegums, destinat a una clientela d'hivernants.
Una pera, la Pera Alphonse Karr, i un bambú, el Bambusa multiplex Alphonse Karr, han estat anomenats en record seu. I ell va anomenar una rosa Eugène Karr, en record del seu germà.

## Obres
- Sous les tilleuls (1832) - Text on-line (Gallica) : «Sous les tilleuls / Alphonse Karr». [Consulta: 24 juliol 2012].
- Une heure trop tard (1833)
- Fa Dièze (1834)
- Vendredi soir (1835)
- Histoire de Romain d'Étretat (1836)
- Le chemin le plus court (1836)
- Les Paysans illustres, Plutarque des campagnes (1838)
- Histoire de Napoléon (1838)
- Einerley (1838)
- Geneviève (1838)
- Clothilde (1839)
- Hortense (1841)
- Pour ne pas être treize (1841)
- Midi à quatorze heures (1842)
- Am Rauchen (1842)
- Feu Bressier (1844)
- Un voyage autour de mon jardin (1845)
- La famille Alain (1848) - Text on-line (Gallica) : «Gallica - Karr, Alphonse (1808-1890). La famille Alain (Nouv. éd.) par Alphonse Karr. 1861.». [Consulta: 24 juliol 2012].
- Sous les orangers (1848)
- Le livre des cent vérites (1848)
- Clovis Gosselin (1851)
- Raoul Desloges (1851)
- Les Fées de la mer (1851)
- Contes et nouvelles (1852)
- Agathe et Cécile (1853)
- Devant les tisons (1853)
- Lettres écrites de mon jardin (1853)
- Les Soirees de Sainte-Adresse (1853)
- Les Femmes (1853)
- Histoire d'un pion, suivie de l'Emploi du temps, de Deux dialogues sur le courage et de l'Esprit des lois, ou les Voleurs volés (1854)
- Histoires normandes (1855)
- Dictionnaire du pêcheur. Traité complet de la pêche en eau douce et en eau salée (1855)
- Promenade hors de mon jardin (1856)
- Encore les femmes (1858)
- Une Poignée de vérités. Mélanges philosophiques. (1858) - Text on-line: «Alphonse Karr (1808-1890), Une poignée de vérités. Mélanges philosophiques. (1858)». [Consulta: 24 juliol 2012].
- Roses noires et roses bleues (1859)
- Au bord de la mer (1860)
- La Pénelope normande, pièce en 5 actes et en prose, Paris, Vaudeville, 13 janvier 1860.
- En fumant (1861)
- De loin et de près (1862)
- Sur la plage (1862)
- Les Dents du dragon (1869)
- Les Gaietés romaines (1870)
- La Maison close (1870)
- La Queue d'or (1871)
- La Promenade des Anglais (1874)
- Plus ça change et plus c'est la même chose (1875)
- Le Crédo du jardinier (1875)
- On demande un tyran (1877)
- Livre de bord (1879-80)
- Bourdonnements (1880)
- Grains de bon sens (1880)
- Les Cailloux blancs du Petit Poucet (1881)
- À l'encre verte. Miettes d'Histoire contemporaine (1881)
- Sous les pommiers (1882)
- Les points sur les i (1882)
- À bas les masques (1883)
- Dans la lune (1883)
- La Soupe au caillou, histoires contemporaines (1884)
- Roses et chardons, ou la Politique au jardin (1886)
- Le pot aux roses (1887)
- La Maison de l'ogre (1890)
- Hélène (1890)
- Au soleil (1890)
- Le Siècle des microbes (1891)

## Llegat
La seva història curta Les Willis va ser la base de l'òpera de Giacomo Puccini titulada Le Villi (1884).